# Список высших учебных заведений Республики Крым
В список высших учебных заведений Республики Крым включены образовательные учреждения высшего и высшего профессионального образования, находящиеся на территории Республики Крым и участвовавшие в мониторинге Министерства образования и науки Российской Федерации 2017 года. Этим критериям в Республике Крым соответствуют 6 вузов и 5 филиалов.
В список не включены высшие учебные заведения Севастополя.
Филиалы вузов, головные организации которых находятся в иных субъектах федерации, сгруппированы в отдельном списке. Порядок следования элементов списка — алфавитный.

## Список высших образовательных учреждений
| Название                                                       | Категория         | Год основания | Месторасположение | Число студентов |
| -------------------------------------------------------------- | ----------------- | ------------- | ----------------- | --------------- |
| Керченский государственный морской технологический университет | государственный   | 1984          | Керчь             | 2527            |
| Крымский инженерно-педагогический университет                  | государственный   | 1993          | Симферополь       | 5851            |
| Крымский институт бизнеса                                      | негосударственный | 1993          | Симферополь       | 572             |
| Крымский федеральный университет имени В. И. Вернадского       | государственный   | 1918          | Симферополь       | 24820           |
| Крымский университет культуры, искусств и туризма              | государственный   | 2004          | Симферополь       | 1475            |
| Университет экономики и управления                             | негосударственный | 2015          | Симферополь       |                 |

## Список филиалов высших образовательных учреждений
| Название                                                                                        | Категория       | Год основания | Месторасположение | Месторасположение головной организации | Число студентов |
| ----------------------------------------------------------------------------------------------- | --------------- | ------------- | ----------------- | -------------------------------------- | --------------- |
| Гуманитарно-педагогическая академия (филиал Крымского федерального университета)                | государственный | 1944          | Ялта              | Симферополь                            | 3036            |
| Евпаторийский институт социальных наук (филиал Крымского федерального университета)             | государственный | 1980          | Евпатория         | Симферополь                            | 823             |
| Институт педагогического образования и менеджмента (филиал Крымского федерального университета) | государственный | 2004          | Армянск           | Симферополь                            | 412             |
| Крымский филиал Российского государственного университета правосудия                            | государственный | 2014          | Симферополь       | Москва                                 | 1667            |
| Филиал в Феодосии Керченского государственного морского технологического университета           | государственный | 1955 1998     | Феодосия          | Симферополь                            | 247             |